# Чириково (Цильнинский район)
Чириково — село в составе Новоникулинского сельского поселения Цильнинского района Ульяновской области.

## География
Находится на расстоянии примерно 15 километров на запад по прямой от районного центра села Большое Нагаткино, на реке Шаланга  (приток Бирюча). 

## История
Основано в 1665 году вольными переселенцами из Цивильского уезда Крымкой Ивашковым с 10 товарищами и назвали "деревня Крымова" и "Шаланги, Вязовая тож".     
В 1670 году Чириков Я.С. отобрал у них эту землю.      
В 1676 году Яков Чириков женился на дочери алатырца Степана Данилова Ахматова, девице Пелагее Степановне и купил дом в Симбирске, в Свияжской (ныне Покровская) улице. Вскоре после этого к нему прибыл брат его, Никита Степанов Чириков, получивший поместную землю, 60 четей, из Диких поль, "подле дач Якова Чирикова и синбирян Тимофея и Федора Растовских и подле чувашских дач деревни Чирикеевой да деревни Тимерсян". Оба брата поселили здесь своих крестьян. В 1674 году в Чириково была построена Знаменская церковь и в 1678 году уже существовало с. Знаменское, Чириково тож, на речке Шаланге. Чирикову в нём принадлежало 9 дворов (35 человек), а за Никита Чириковым числилось 11 дворов (34 души]. В 1682 году брату Никите было дано еще 60 четвертей примерной земли, в же урочищах, а Яков приобретал земли покупкою и меною у соседних помещиков. Никита умер ранее брата, а Якова за убийство чувашенина, сослали в Сибирь, "в новопостроенный Богородский город" и им наследовали сыновья последнего, Михаил и Иван Яковлевы Чириковы, получившие от отца 440 четвертей, да от дяди 160 четвертей, а сестре их Авдотье Яковлевне, вышедшей замуж за Михаила Васильевича Куроедова, выделена была небольшая указная часть, в пределах нынешнего Карсунского уезда. Михаил и Иван Чириковы значительно увеличили родовую вотчину в селе Чирикове, так что их наследница, Марья Михайловна, была уже значительной помещицею. Эта последняя представительница рода Чириковых вышла замуж за Василия Яковлевича Анненкова и с тех пор село Чириково остается во владении дворян Анненковых. Мария Михайловна Анненкова окончила жизнь трагически: она была зверски убита в 1769 году своими крестьянами.    
На 1859 год на одном месте были три деревни: село Новое Чириково, сельцо Старое Чириково и деревня Васильевское (Васильевские выселки), которые входили в 1-й стан, по тракту из г. Симбирска в с. Астрадамовку. В Новом Чириково было: православная церковь и конный завод.   
Храм деревянный, на каменном фундаменте, построен на месте такого же храма, сгоревшего в 1893 г. Престолов три: главный – в честь чудотворной иконы Знамения Пресвятые Богородицы, в приделах – во имя Святителя и Чудотворца Николая и во имя Архистратига Божьего Михаила.    
В 1913 году было 199 дворов и 1278 жителей.   
В 1990-е годы работало ОПХ «Новоникулинское».  

## Население
Население составляло: в 1665 г. - 10 чел.; в 1678 г. - в 20 дворах жило: 69 человек; В 1913 году было 199 дворов и 1278 жителей. 144 человек в 2002 году (чуваши 77%), 126 по переписи 2010 года.

## Известные уроженцы и жители
- Чириков Яков Степанов — дворянин, основатель села Чириково[2].
- Анненков Павел Васильевич — русский литературный критик, историк литературы и мемуарист из дворянского рода Анненковых.
- Анненков, Иван Васильевич  (1814—1887) — российский военачальник, генерал-адъютант, генерал от кавалерии Русской императорской армии; член Александровского комитета о раненых. Младший брат Анненкова П. В., родился в селе[8].

## Галерея
- Родовой герб Анненковых.
- Анненков П. В.
- Анненков И. В.
- Герб рода Чириковых.